# Parco nazionale Nahanni
Il Parco nazionale Nahanni, in inglese Nahanni National Park Reserve, è un parco nazionale dei Territori del Nord-Ovest, in Canada. Situato a circa 500 chilometri a ovest di Yellowknife, è stato istituito per proteggere una parte della regione della catena montuosa dei Monti Mackenzie. Il nome del parco deriva da South Nahanni, un fiume che scorre nel parco formando quattro spettacolari canyon, il cui nome deriva a sua volta da una parola Dene che significa spirito. Nel 1978 il parco è stato inserito nell'elenco dei Patrimoni dell'umanità dell'UNESCO.

## Storia
Venne istituito originariamente nel 1972 dal Primo ministro Pierre Trudeau,, e copre 4766 km². Nel 2003 un accordo tra la Dehcho First Nations ed il Parks Canada ha temporaneamente protetto 23000 km². Nell'agosto 2007 il Primo ministro Stephen Harper annunciò un'espansione di ulteriori 5400 km², portando il totale a più di 33000 km², rendendo Nahanni il terzo più esteso parco del Canada.
L'unica via percorribile per raggiungere il Nahanni National Park è rappresentata dagli idrovolanti e dagli elicotteri. Circa 800-900 persone all'anno visitano il parco.

## Descrizione

### Cascate Virginia
Presso le cascate Virginia, il fiume cade per 90 metri, oltre il doppio delle famose cascate del Niagara. Al centro della cascata si trova uno sperone di roccia chiamato Mason's Rock in onore di Bill Mason, famoso canoista e regista canadese. La zona che circonda le cascate ospita numerose specie rare di orchidaceae. Esiste un progetto che vorrebbe rinominare le cascate dandogli il nome dell'ex Primo ministro del Canada Pierre Trudeau. Oltre alle cascate si trovano numerose rapide sul fiume, tra cui le Figure Eight, le George's Riffle e le Lafferty's Riffle.

### Flora e fauna
Le sorgenti termali sulfuree del parco, la tundra alpina, le catene montuose, e le foreste di pecci e pioppi tremuli ospitano numerose specie di uccelli, pesci e mammiferi. A Rabbitkettle Hotsprings si possono trovare le più grandi colline di tufa del Canada, con il North Mound che raggiunge i 30 metri di altezza e 60 di larghezza, ed oltre 10.000 anni di età. Il parco si trova all'interno di tre ecozone, la Taiga Cordillera dell'ovest, la Taiga Plains dell'est ed una piccola porzione meridionale nella Cordigliera boreale.
Il centro visitatori di Fort Simpson contiene un museo che esibisce la storia, cultura e geografia dell'area. Il parco è stato uno dei primi quattro parchi naturali iscritti tra i patrimoni dell'umanità dell'UNESCO, nel 1978.